# Nokia 7
Nokia 7是一款HMD Global制造的、运行Android操作系统的诺基亚品牌中高階智能手机。此款手机于2017年10月19日发布，并于10月24日在中国独家发售。

## 产品规格

### 硬件
Nokia 7搭载了中高階的高通骁龙630中央处理器，有4GB和6GB的LPDDR4内存可选。它仅有64GB这一种存储空間方案，但是可以通过microSD卡扩展。
此款手机后置一颗f/1.8光圈的1600万像素蔡司镜头，这是中国市场HMD发布的首款诺基亚蔡司镜头手机，也是第二款具有“Bothie”拍照模式的诺基亚手机，前置和后置相机可通过划分屏幕同时使用，此技术被诺基亚称为双视野模式。前置摄像头为500万像素，光圈为f/2.0。

这款手机配置了一块5.2英寸的1080P屏幕，背面为“3D曲面玻璃”，而中框是7000系列铝制，采用钻石切割工艺。有黑、白两种配色可选。
和HMD Global制造的其他智能手机一样，Nokia 7保留了3.5mm耳机插口，同时也可以通过其USB-C端口以18W的功率快速充电。此款手机的指纹识别为后置式，且具备IP54防尘防水性能。

### 软件
Nokia 7预装了Android Nougat操作系统，但此款手机可以升级到Android Oreo操作系统。